# Karl Schwering (Mathematiker)
Karl Schwering (* 28. September 1846 in Osterwick, Westfalen; † 27. November 1925 in Köln) war ein deutscher Mathematiker, Pädagoge und  von 1901 bis 1921 Direktor des Apostelgymnasium in Köln-Lindenthal. Er verfasste zahlreiche mathematische Abhandlungen und Lehrbücher.

## Leben
Karl Schwering wurde als das älteste von acht Kindern des Arztes Lambert Schwering und seiner Frau Leokadia im westfälischen Osterwick geboren. Das Abitur legte er am Gymnasium Paulinum in Münster ab. In Münster begann er auch sein Mathematik-Studium, das er in Berlin bei Ernst Eduard Kummer und Karl Weierstraß fortsetzte, bei dem er auch 1869 über De linea brevissima in elliptica paraboloide sita promovierte. Im gleichen Jahr bestand er auch das Staatsexamen (pro facultate docendi), das ihn zum Unterricht an Gymnasien qualifizierte. Ab 1869 unterrichtete er am Gymnasium Graues Kloster und ging zwei Jahre später als Privatdozent für Mathematik wieder nach Münster zurück. Sein Habilitationsvortrag behandelte die Leistungen von Christiaan Huygens (Hugenius). Eine wissenschaftliche Karriere schlug er aus und wechselte als Oberlehrer an die Gymnasien in Brilon und ab 1878 an das Gymnasium Nepomucenum Coesfeld. Im Jahr 1880 sollte er zum ordentlichen Professor in Münster ernannt werden, was jedoch scheiterte, da sich Schwering im Kulturkampf weigerte, der altkatholischen Bewegung beizutreten. Im Jahr 1890 wurde er an das Preußische Kultusministerium nach Berlin versetzt. Bereits nach zwei Jahren erfolgte die Berufung als Direktor des Stiftischen Gymnasiums Düren, an dem er sechs Jahre unterrichtete. In dieser Zeit verfasste er zahlreiche mathematische Abhandlungen, unter anderem zu elliptischen, lemniskatischen und hyperbolischen Funktionen, Infinitesimalrechnungen und kleinsten Biquadraten. Gleichzeitig publizierte er zahlreiche mathematische Lehrbücher für Gymnasien. In den Jahren 1898 bis 1901 arbeitete er als Direktor des Kaiser-Wilhelm-Gymnasiums in Trier. 1901 wurde er nach Köln als Direktor an das Apostelgymnasium berufen, für dessen Wachstum trotz widriger finanzieller Gegebenheiten er verantwortlich war und an dem er bis zu seiner Pensionierung 1921 tätig war. Für seine Verdienste wurde er 1913 mit dem Ehrentitel „Geheimer Studienrat“ ausgezeichnet. Mehr als 20 Jahre war Schwering Mitglied für Naturwissenschaften der Lehramts-Prüfungskommission der Universität Bonn.
Nach seinem Tod am 27. November 1925 in Köln-Braunsfeld wurde er auf dem Kölner Friedhof Melaten begraben.
Karl Schwering hatte neun Kinder: Sein Sohn Leo Schwering war später Mitbegründer der Kölner CDU. Ernst Schwering war nach dem Zweiten Weltkrieg für mehrere Jahre Oberbürgermeister in Köln. Lambert wurde ebenfalls Lehrer und leitete das Naturwissenschaftliche Gymnasium in Köln-Mülheim. Sein Enkel Max Leo Schwering war Direktor des Kölnischen Stadtmuseums. Ein weiterer Sohn, Felix Schwering, war in Bonn als Ministerialbeamter tätig.

## Ehrung
In der Nachbarschaft des Apostelgymnasiums in Köln-Lindenthal wurde eine vom Gartenbaumeister Fritz Encke 1925 angelegte Platzanlage nach Karl Schwering benannt. In Düren wurde der Pädagoge ebenfalls mit der Benennung einer Straße am Fuchsberg geehrt.

## Trivia
Das von Schwering 1874 beschriebene Linienkoordinatensystem wird heute nach ihm als Schweringsche Linienkoordinaten bezeichnet.

## Werke  (Auswahl)
- Mathematische Miscellen, 1881
- Über Dreiecke, deren einer Winkel das Vielfache eines andern ist, 1886 Digitalisat
- Angebliche Dreiteilung des Winkels, 1886 Digitalisat
- Die Parallelkurve der Ellipse, als Kurve vom Range Eins, unter Anwendung eines neuen Linienkoordinatensystems, 1887
- Theorie und Anwendung der Liniencoordinaten in der analytischen Geometrie der Ebene, 1884
- Aufgabe und Anschauung, besonders in der Stereometrie, 1889
- Geometrische Aufgaben mit rationalen Lösungen, 1889
- Trigonometrie für höhere Lehranstalten, 1893
- 100 Aufgaben aus der niederen Geometrie nebst vollständigen Lösungen, 1899
- Handbuch der Elementarmathematik für Lehrer, 1907
- Ist Mathematik Hexerei?, 1909
- Arithmetik und Algebra für höhere Lehranstalten, 1915
- Theorie und Anwendung der Liniencoordinaten in der analytischen Geometrie der Ebene
- Sammlung von Aufgaben aus der Arithmetik für höhere Lehranstalten, mehrere Bände
- Arithmetik und Algebra für höhere Lehranstalten, in mehreren Auflagen
- mit Wilhelm Krimphoff: Ebene Geometrie : Nach den amtlichen Vorschriften, in 12 Auflagen